# Stoljeće
Stoljeće (lat. centum – „sto”) je vremenski period od 100 (sto) godina, tj. deset desetljeća. 
Od 1. siječnja 2001. godine u tijeku je 21. stoljeće, koje će trajati sve do 1. siječnja 2101. godine kada počinje 22. stoljeće.

## Jedinice vremena u drugim kalendarskim sustavima
Za razliku od gregorijanskog kalendara, julijanski kalendar, astečki kalendar i hinduistički kalendar imaju cikluse godina koje koriste za opisivanje cijelih vremenskih razdoblja; hinduistički kalendar, posebice, rezimira svoje godine u skupine od po 60, dok astečki kalendar ima skupine od po 52.

## Astronomsko brojanje godina
Astronomsko brojanje godina, koje koriste astronomi, uključuje i nultu (0) godinu. Slijedom toga, 1. stoljeće u tim kalendarima broji godine od 0. do 100. kao 1. stoljeće, godinama od 100. do 200. kao 2. stoljeće itd. Međutim, kako bi se 2000. godina promatrala kao prva godina 21. stoljeća prema astronomijskom brojanju godina, astronomijska godina 0. mora odgovarati gregorijanskoj godini 1. prije Krista. Stoga standard ISO 8601 određuje kako se 1. pr. Kr. označava +0000, 2. pr. Kr -0001, i tako dalje.

## Alternativni sustavi imenovanja
U švedskom, danskom, norveškom i finskom, pored imenovanja stoljeća rednim brojevima koristi se i drugi sustav, najčešće baziran na stotim dijelovima godine; stoga, stoljeća počinju na parnim višekratnicima / sadržiteljima broja 100. Naprimjer, švedski nittonhundratalet (ili 1900-talet), danski nittenhundredetallet (ili 1900-tallet), norveški nittenhundretallet (ili 1900-tallet) i finski tuhatyhdeksänsataaluku (ili 1900-luku) pojmovi jednoznačno se odnose na razdoblje od 1900. do 2000. godine. Isti princip se koristi i neformalno u engleskom. Naprimjer, godine od 1900. do 2000. se nazivaju nineteen hundreds (ili 1900s; doslovno: „tisuću devetstote”). Ovo je slično engleskom imenovanju desetljeća (npr. 1980s, u značenju „godine od 1980. do 1990”, tj. „osamdesete”)